# روش سیلور–میل
روش-سیلور میل (به انگلیسی:Silver & Meal) در سال ۱۹۷۳ توسط ادوارد. آ. سیلور و اچ.سی. میل بنیان نهاده شد که نوعی روش سفارش دهی موجودی در برنامه‌ریزی تولید است و هدف از آن تعیین مقدار تولید برای پاسخگویی به ملزومات عملیات تولید با کمترین هزینه است. این روش یک تخمین هیورستیک برای مدل‌های تولید انبوه دینامیک می‌باشد که از نظر محاسباتی پیچیده هستند.
تعریف روش:
روش هیورستیک سیلور-میل یک روش رو به جلو (Forward) می‌باشد که نیاز به داشتن اطلاعات هزینه متوسط در هر دوره به شکل تابعی از تعداد دوره دارد و به شکل تکرار شونده محاسبه می‌شود. محاسبات تا زمانی ادامه می‌یابد که مقدار تابع برای اولین بار افزایش یابد.
شمای کلی تابع روش سیلور-میل به صورت زیر است:
- C(j) = (K + hr2 + 2hr3 + … + (j − 1) hrj) / j

که در آن:
K = هزینه تولید در هر دوره تولید
h = هزینه نگهداری ۱ واحد در هر دوره
(r1, r2, r3, ……. ,rn) = تعداد سفارش در n دوره زمانی
C(T)  = متوسط هزینه
- C(1) = K
- C(2) = (K + (h*r2))/2
- C(3) = (K + (h*r2)+(2hr3))/3

.
.
- C(j) = (K + hr2 + 2hr3 + … + (j − 1) hrj) / j

برای بدست آوردن T بهینه بایستی شرط (C(T)> C(T − ۱ برقرار باشد. در صورت اتفاق افتادن شرایط گفته شده هزینه متوسط در دوره T ام جواب روش سیلور-میل می‌باشد.
در حقیقت می‌توان گفت که این روش هیورستیک به روش حداقل هزینه هر واحد (LUC) شبیه می‌باشد.